# سراب (أذربيجان الشرقية)
سراب (بالفارسية: سراب) هي مدينة تقع في إيران في البلدة المركزية. يقدر عدد سكانها بـ 42,057 نسمة وترتفع عن سطح البحر 1,650 متر.

## أعلام
- عباس آقايي
- مسلم الملكوتي
- حسين هاشمي
- عزيز نصير زاده